# Quadrula fragosa
Espèce
Synonymes
- Margarita (Unio) fragosus (Conrad, 1835)[2]
- Margaron (Unio) fragosus (Conrad, 1835)[2]
- Quadrula (Quadrula) quadrula fragosa (Conrad, 1835)[2]
- Quadrula (Theliderma) fragosa (Conrad, 1835)[2]
- Quadrula (Theliderma) fragosus (Conrad, 1835)[2]
- Quadrula quadrula fragosa (Conrad, 1835)[2]
- Unio fragosus Conrad, 1835[2]
- Unio fragrosus Conrad[2]

Statut de conservation UICN

 CR A1c : 
En danger critique
Quadrula fragosa est une espèce de moules d'eau douce de la famille des Unionidae.
Cette espèce, longtemps considérée comme éteinte, a été redécouverte dans les années 1980 au Minnesota dans la rivière Sainte-Croix.